# A magyar nemzet története (Szalay–Baróti)
A Szalay–Baróti-féle A magyar nemzet története című mű egy 19. század végén megjelent nagyobb terjedelmű magyar történelmi mű.

## Leírás
A mű első változatát Bodon József és a fiatalon elhunyt Szalay József készítette el 1879 és 1883 között. A Szalay halála után esedékessé vált második kiadás részére Baróti Lajos dolgozta át a köteteket. A második kiadás 1896–1897-ben jelent meg (Lampel Róbert [Wodianer Ferenc és Fiai] Császári és Királyi könyvkereskedése, Budapest) számos illsztárcióval.
A műnek 2012 óta létezik reprint kiadása a Históriaantik Könyvesház kiadása jóvoltából. Elektronikusan a Magyar Elektronikus Könyvtár honlapján érhető elː MEK.

## A második kiadás kötetbeosztása
| Kötetszám  | Cím, fejezetcímek | Felölelt időszak | Kiadási év | Elektronikus elérhetőség |
| ---------- | --- | ---------------- | ---------- | ------------------------ |
| I. kötet   | Magyarország a magyarok beköltözése előtt – A magyarok őstörténete – A fejedelmek kora – Az Árpádházból való királyok kora | kezdetek – 1301  | 1896–1897  | MEK                      |
| II. kötet  | Az Anjouk kora – Zsigmond kora – Hunyadi János kora – Hunyadi Mátyás kora – A Jagellók kora                                | 1301 – 1526      | 1896–1897  | MEK                      |
| III. kötet | A Habsburg-házból való választott királyok kora                                                                            | 1526 – 1705      | 1896–1897  | MEK                      |
| IV. kötet  | A Habsburg-házból való örökös királyok kora – A Habsburg-lotharingiai házból való örökös királyok kora                     | 1705 – 1867      | 1896–1897  | MEK                      |

## Képtár
- Egy Corvin-codex czímlapja
(egész oldalas színes műmelléklet)
- Iniciálé
- A szepesváraljai templom falfestménye
(fejezetdísz)
- Nagy Lajos legyőzi a törököket s felajánlja a mária-czelli képet
(színes műmelléklet)